# دانيلو ريا
دانيلو ريا (بالإيطالية: Danilo Rea) هو عازف جاز وعازف بيانو إيطالي، ولد في 9 أغسطس 1957 في فيتشنزا في إيطاليا.

## وصلات خارجية
- دانيلو ريا على موقع ميوزك برينز (الإنجليزية)
- دانيلو ريا على موقع أول ميوزيك (الإنجليزية)
- دانيلو ريا على موقع ديسكوغز (الإنجليزية)